# Elecciones para gobernador de California de 2026
La elección para gobernador de California de 2026 se llevará a cabo el 3 de noviembre de dicho año. Las elecciones primarias no partidistas, con los dos candidatos más votados, se celebrarán el 2 de junio de 2026. El actual gobernador demócrata Gavin Newsom tiene un mandato limitado y no puede buscar la reelección para un tercer mandato.
Más de una docena de candidatos ya han declarado su campaña y se espera que el número de candidatos se amplíe. Los republicanos no han ganado ninguna carrera estatal en el estado desde 2006, y no han ocupado ningún cargo estatal en California desde 2011.

## Candidatos

### Partido Demócrata

#### Declarados
- Toni Atkins, expresidenta pro tempore del Senado de California (2018-2024) del distrito 39 (2016-2024) y expresidenta de la Asamblea Estatal de California (2012-2016) del distrito 78 (2010-2016)[2]
- Xavier Becerra, ex Secretario de Salud y Servicios Humanos de los Estados Unidos (2021-2025) y exfiscal general de California (2017-2021)[3]
- Stephen Cloobeck, fundador de Diamond Resorts[4]
- Eleni Kounalakis, vicegobernadora de California (2019-presente) (anunció que se retiraría si Harris se presentaba)[5]
- Katie Porter, exrepresentante estadounidense del 47.º distrito congresional de California (2019-2025) y candidata al Senado de los Estados Unidos en 2024. (anunció que se retiraría si Harris se presentaba)[6]
- Tony Thurmond, Superintendente de Instrucción Pública del Estado de California (2019-presente)[7]
- Antonio Villaraigosa, ex alcalde de Los Ángeles (2005-2013) y candidato a gobernador en 2018[8]
- Betty Yee, vicepresidenta del Partido Demócrata de California (2021-presente) y ex contralora del estado de California (2015-2023)[9]

#### Interés expresado públicamente
- Rick Caruso, director ejecutivo de Caruso y segundo candidato a la alcaldía de Los Ángeles en 2022.[10]

#### Declinó
- Kamala Harris, exvicepresidenta de los Estados Unidos (2021-2025), exsenadora (2017-2021) y candidata a la presidencia en 2024[11][12]

### Partido Republicano

#### Declarados
- Chad Bianco, sheriff forense del Condado de Riverside (2019-presente)[13]
- Sharifah Hardie, consultora empresarial[14]
- Steve Hilton, comentarista político y exasesor del primer ministro británico David Cameron (2010-2012)[15]
- Brandon Jones, fundador de la agencia de marketing[16]
- Kyle Langford, gerente de construcción[17]
- Daniel Mercuri, autor, candidato a gobernador en 2021 y 2022, y candidato al distrito 25 del Congreso de California en 2020[18]
- Jimmy Parker, exjuez[19]
- Leo Zacky, vicepresidente de Zacky Farms y candidato a gobernador en 2021 y 2022[19]

#### Interés expresado públicamente
- Richard Grenell, enviado presidencial especial para misiones especiales (2025-presente) y ex embajador de Estados Unidos en Alemania (2018-2020) (si Harris se presentaba)[20]
- Jake Steinfeld, actor y personalidad del fitness[21]

## Encuestas de opinión
| Encuestadora                        | Fuente         | Muestra    | Margen de error | Xavier Becerra (D) | Chad Bianco (R) | Rick Caruso (D) | John Cox (R) | Brian Dahle (R) | Steve Garvey (R) | Kamala Harris (D) | Eleni Kounalakis (D) | Katie Porter (D) | Antonio Villaraigosa (D) | Betty Yee (D) | Otros | Indecisos |
| ----------------------------------- | -------------- | ---------- | --------------- | ------------------ | --------------- | --------------- | ------------ | --------------- | ---------------- | ----------------- | -------------------- | ---------------- | ------------------------ | ------------- | ----- | --------- |
| Encuestadora                        | Fuente         | Muestra    | Margen de error |                    |                 |                 |              |                 |                  |                   |                      |                  |                          |               | Otros | Indecisos |
| Emerson College                     | 12-14 Abr 2025 | 911 (LV)   | ± 3.2           | 2%                 | 4%              | –               | –            | –               | –                | 31%               | 2%                   | 8%               | 2%                       | 1%            | 11%   | 39%       |
| Emerson College                     | 12-14 Abr 2025 | 899        | ± 3.2           | 3%                 | 4%              | –               | –            | –               | –                | –                 | 3%                   | 12%              | 5%                       | 3%            | 16%   | 54%       |
| Emerson College                     | 10-11 Feb 2025 | 469 (RV)   | ± 4.5%          | –                  | –               | –               | –            | –               | –                | 57%               | 4%                   | 9%               | 4%                       | 2%            | 7%    | 17%       |
| Emerson College                     | 10-11 Feb 2025 | 469 (RV)   | ± 4.5%          | –                  | –               | –               | –            | –               | –                | –                 | 5%                   | 21%              | 9%                       | 3%            | 17%   | 45%       |
| Capitol Weekly                      | 3-7 Feb 2025   | 692 (RV)   | –               | 4%                 | –               | 8%              | 21%          | –               | –                | 23%               | 2%                   | 16%              | 2%                       | 2%            | 22%   | –         |
| Capitol Weekly                      | 3-7 Feb 2025   | 1073       | –               | 5%                 | –               | 8%              | 21%          | –               | –                | –                 | 5%                   | 26%              | 3%                       | 3%            | 27%   | –         |
| Breakthrough Campaigns              | 22-26 Nov 2024 | 1,228 (LV) | ± 2.8%          | 2%                 | 6%              | 5%              | –            | 9%              | 18%              | –                 | 8%                   | 21%              | 3%                       | 3%            | 13%   | 12%       |
| Breakthrough Campaigns              | 22-26 Nov 2024 | 1,228 (LV) | ± 2.8%          | 6%                 | 14%             | –               | –            | –               | 21%              | –                 | 9%                   | 24%              | 3%                       | 6%            | 6%    | 11%       |
| USC/CSU Long Beach/ Cal Poly Pomona | 12-25 Sep 2024 | 1,685 (LV) | ± 2.4%          | 3%                 | 5%              | 3%              | –            | 5%              | –                | –                 | 2%                   | 14%              | 3%                       | 3%            | 12%   | 50%       |
| Tulchin Research (D)                | 8-12 Ago 2024  | 800 (LV)   | ± 3.5%          | –                  | –               | –               | –            | 13%             | –                | –                 | 10%                  | –                | 13%                      | 7%            | 18%   | 39%       |